# Константин Папаригопоулос
Константин Папаригопоулос (грч. Κωνσταντινος Παπαρρηγοπουλος) (1815 - 14. април 1891) био је грчки историчар, који се сматра оснивачем модерне грчке историографије.

## Биографија
Рођен је 1815. године у Константинопољу у Грчкој.
Његов отац, био је пореклом из Витине. Убијен је у Константинопољу за време рата за независност Грчке, који је избио 1821. године.
Присуствовао је језивим призорима, међу којима и убисту свог брата и два ујака. Његова мајка успела је да избегне смрт. Преживели су покољ и пребегли у Одесу, где је радио као благајник цара Александра I.
Године 1841. оженио је Марију Афтхонидис, ћерку Георге Афтхонидис, официра Васељенске патријаршије. Имали су троје деце: Димитриоса (1843.) песник и драмски писац, Аглиа (1849.) и Хелену (1854.).

### Образовање
1830. године, отишао је у Грчку где је уписао студије у Аегини, чији је оснивач био грчки лидер Јоанис Каподистриас (грч. Κόμης Ιωάννης Αντώνιος Καποδίστριας). Студије је касније наставио на универзитетима у Француској и Немачкој.
Био је покретач концептуалног историјског континуитета Грчке, од доба антике до настанка садашње Грчке, успостављањем троделне поделе грчке историје: на античку, средњовековну и модерну.
Ове поделе уврстио је у своја предавања на Универзитету у Атини, где је радио као професор. Његово главно дело била је историја грчке нације, која је обухватала историју Грка од древних до модерних времена укључујући и поновно преиспитивање средњевековних интеграција у оквиру националне историје Грчке.
Био је познат по контрадикторним ставовима које је поткрепљивао чврстим аргументима супротним теорији Јакоба Филипа Фалмејера (грч. Γιάκομπ Φίλιπ Φαλμεράυερ) у вези са пореком грчког народа.

### Живот и рад
По повратку у Грчку именован је за министра правде, али 1845. се брзо повукао јер није имао грчко држављанство. Место професора поново је добио стицањем грчког држављанства. Године 1851., постао је професор историје Националне опсерваторије у Атини.
Године 1873. Папаригопоулос је изгубио сина, чувеног песника, Димитриоса Папаригопоулоса.
Године 1876. и 1884. грчка држава га је користила у националне сврхе. Именован је за председника „Народне одбране“ и председника „Изложбе моштију рата независности“.
Док је радио у Министарству правде, 1843. године, објавио је прво истраживање о емиграцији словенских народа у Пелопонезу. Истраживање је било у супротности са аргументима и мишљењу Фалмајера, који је тврдио да су савремени Грци словенског порекла који немају расне везе са старим Грцима.
Своје друго истраживање објавио је 1844. године, последње године рата за грчку независност.
Године 1855. предавао је као професор на универзитету о Дориановој теорији и утицају на цивилизацију античке Грчке.
Збирка историјских истраживања грчке нације састојала се из шест делова.
Први књигу објавио је 1860. године. Последњу књигу едиције и сажетак грчког рата за независност, завршио је и објавио 1877. године.
Најбоље издање историје грчког народа – „Елефтхероудакис“, објављено је 1925. године. Књига обухвата истраживања из периода Спироса Зампелиоса (античког хеленизма, средњовековног хеленизма, модерног хеленизма) и оно је коришћено у предавањима.

## Заслуге
Константин Папаригопоулос сматра се националним историчарем модерне Грчке. У исто време промовисао је значај Византије и византијске историје.
Тумачење грчког карактера Византије, у раду са Зампелиосом, био је први корак у настојању да се оспори Фалмајерова теорија која је подржавала теорију о античкој грчкој цивилизацији и креативном преобликовању хришћанства, који је се одржавало у Византији.
Заједно са Зампелиосом, темељно је припремао и прикупљао податке о националној историји и прошлости, како би континуирано написао ток грчког народа од давнина до 19. века.
Папаригопоулос и Зампелиос су поставили основу за формирање националног идентитета у савременом грчком друштву. Њихов рад био је ограничен само за одређени круг стручњака и академика. Делови књиге често су били објављивани у часопису „Пандора“ и атинском „Пресу“.
Тако су настала прва учења, оријентација историјских студија и проучавање традиције и фолклора. Византија, која је сада представља културни модел грчке државе, у то време је била само мала идеја за територијалну експанзију.
Једна од његових великих врлина била је елеганција његовог стила и књижевне харизме, што је чинило његове текстове читљивим и живописним.